# Адасовский, Евтихий Константинович
Евти́хий Константи́нович Адасо́вский — генерал-майор артиллерии Российской императорской армии, теоретик артиллерийской дела, участник Русско-турецкой войны (1877—1878). 
Брат Марии Константиновны Заньковецкой.

## Биография
Родился (18) апреля 1846 года в обедневшей дворянской семье К. К. Адасовского и М. В. Нефедовой.
Окончил Петровский Полтавский кадетский корпус и 17 июля 1864 года возведён в офицеры.
Впоследствии заканчивает 2-е Константиновское военное училище (1866) и Михайловское артиллерийское училище (при выпуске 16 июля 1867 года возведён в подпоручики).
От 30 октября 1869 года поручик, а затем с 31 октября 1871 года — штабс-капитан.
Проходит обучение в Михайловской артиллерийской академии, окончив которую в 1873 году, как первый по результатам экзамена (1-й разряд), получает право службы в гвардии.
Поручик гвардии от 23 августа 1874 года, штабс-капитан гвардии с 13 апреля 1875 года.
С началом Русско-турецкой войны (1877—1878) находится на фронте. Во время боя под Араб-Конаком в результате разрыва гранаты на позиции получил тяжёлую контузию (осложнения от которой в дальнейшем стали причиной смерти генерала). За свой героизм и профессиональные качества на протяжении 1878 года поочередно получает сразу три ордена с военными знаками отличия: Святой Анны III степени, Святого Станислава II степени и Святого Владимира IV степени.
30 августа 1878 возведенный в чин капитана гвардии.
От 3 декабря 1885 года назначен командиром 3-й батареи лейб-гвардии 1-й артиллерийской бригады.
13 апреля 1886 года возведен в чин полковника гвардии.
22 августа 1892 года получает назначение начальника учебного артиллерийского полигона Петербургского военного округа.
С 1896 — генерал-майор артиллерии.
Умер 22 января (3 февраля) 1898 года, похоронен на кладбище Николаевской церкви в Заньках.
Сообщение о смерти Е. К. Адасовского:
22 янв. скончался генералъ-маіоръ ЕВТИХІЙ КОНСТАНТИНОВИЧЪ АДАСОВСКІЙ. Въ лицѣ покойнаго наша артиллерія потеряла одного изъ лучшихъ своихъ мастеровъ и руководителѣй.
Нива, 1898, № 7
В 1930-е годы могила генерала Е. К. Адасовского была вскрыта комсомольскими активистами села с целью выявления и конфискации возможных ценностей.
Сегодня место, где находится захоронение, неизвестно.

## Награды
- Орден Св. Владимира III степени (1888)
- Орден Св.  Владимира IV степени с мечами и бантом (1878)
- Орден Св. Анны II степени (1883)
- Орден Св.  Анны III степени с мечами и бантом (1878)
- Орден Св. Станислава I степени
- Орден Св.  Станислава II степени с мечами (1878)
- Орден Св.  Станислава III степени (1875)
- Медаль «В память Русско-турецкой войны 1877—1878»
- Медаль «В память царствования императора Александра III»

## Семья
Был женат.
Имел дочь.